# Tercer Gabinete de Ana Brnabić
El tercer gabinete de Ana Brnabić se formó el 26 de octubre de 2022, tras la elección de esta última como primera ministra de Serbia por la Asamblea Nacional el mismo día. Sucedió al segundo gabinete de Ana Brnabić y es el gobierno de Serbia desde el 26 de octubre de 2022.
El Partido Progresista Serbio (SNS) llegó al poder en 2012. Brnabić fue nombrada primera ministra por Aleksandar Vučić, presidente de Serbia, en junio de 2017 y fue elegida poco después por la Asamblea Nacional. Inicialmente política independiente, se incorporó a SNS en 2019; fue reelegida después de las elecciones de 2020. Después de las elecciones anticipadas de 2022, Vučić le dio a Brnabić otro mandato para formar gobierno y declaró que serviría durante dos años, en lugar de un mandato regular de cuatro años.
El gabinete está compuesto por miembros de SNS, Partido Socialista de Serbia (SPS), Alianza Democrática de Croatas en Vojvodina (DSHV), Serbia Unida (JS), Partido de Pensionistas Unidos de Serbia (PUPS), Partido Socialdemócrata de Serbia (SDPS), y Partido Justicia y Reconciliación (SPP). La Alianza de Húngaros de Vojvodina (VMSZ) sirve como confianza y apoyo para el gobierno. Con 28 ministros en total, tiene la mayor cantidad de ministros de cualquier gobierno posterior a Slobodan Milošević quien era parte del Partido Socialista de Serbia (SPS).

## Antecedentes

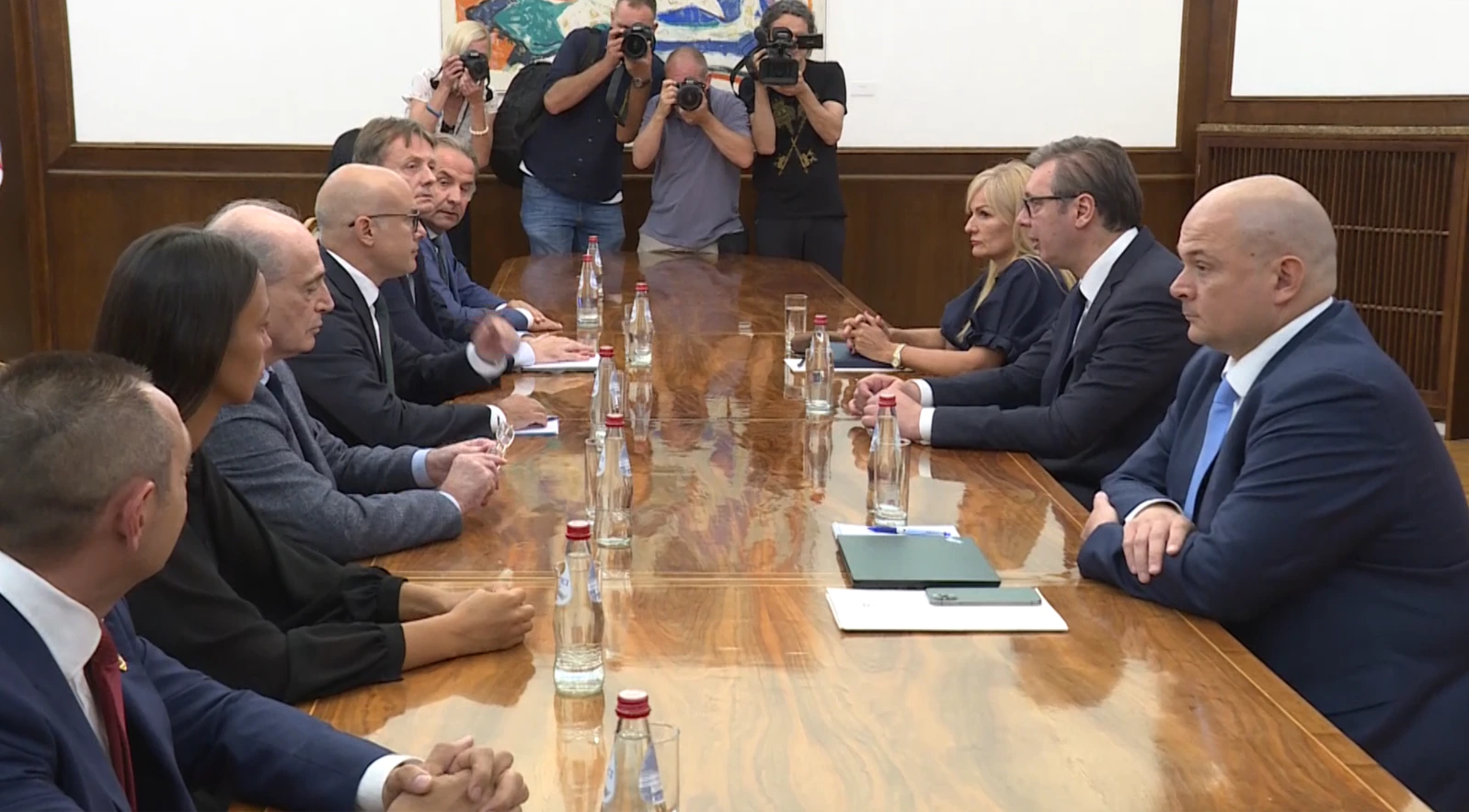
Consultas sobre la formación del gobierno en julio de 2022

El Partido Progresista Serbio (SNS) llegó al poder después de las elecciones parlamentarias de 2012, junto con el Partido Socialista de Serbia (SPS), entregando el cargo de primer ministro a Ivica Dačić que hacia parte del SPS. Ana Brnabić, una política independiente, fue nombrada primera ministra por Aleksandar Vučić, quien se desempeñó como primer ministro hasta las elecciones presidenciales de 2017, y fue elegida primera ministra por la Asamblea Nacional en el mismo mes. Brnabić se unió a SNS en 2019 y fue reelegido como primer ministro después de las elecciones parlamentarias de 2020.
SNS ocupó el primer lugar en las elecciones anticipadas de 2022, aunque perdió su mayoría parlamentaria. Poco después de las elecciones, Vučić anunció que comenzarían las consultas sobre la formación del gobierno. Las consultas duraron entre el 14 y el 18 de julio. Brnabić recibió el mandato de formar un nuevo gobierno el 27 de agosto. Además, Vučić también anunció que Brnabić encabezaría el gobierno durante dos años, en lugar de un mandato regular de cuatro años.

## Ceremonia de investidura
La votación de investidura se produjo el 26 de octubre de 2022. La Alianza de Húngaros de Vojvodina (VMSZ), aunque no forma parte del gabinete, anunció en la Asamblea Nacional que serviría de confianza y apoyo al gobierno.
| Ceremonia de investidura <br /> Ana Brnabic ( SNS ) |                     |                       |
| Boleta →                                            | Boleta →            | 26 de octubre de 2022 |
| Mayoría requerida →                                 | Mayoría requerida → | 126 de 250            |
|                                                     | Sí                  | 157/250               |
|                                                     | No                  | 68/250                |
|                                                     | Abstenciones        | 0/250                 |
|                                                     | Ausentes            | 25/250                |
| Fuentes:                                            |                     |                       |

## Cronología

### 2022
La Asamblea Nacional aprobó la Ley de Ministerios el 21 de octubre de 2022, que sentó las bases de los 25 ministerios entrantes del tercer gabinete de Ana Brnabić. 150 diputados votaron a favor de la ley. La composición del gobierno fue revelada por Aleksandar Vučić luego de una reunión en la sede del Partido Progresista Serbio (SNS) el 23 de octubre de 2022. El Centro de Políticas de Seguridad de Belgrado (BCSP, por sus siglas en inglés) señaló que "aquellos que eran vistos como prorrusos ... fueron excluidos", aunque Zorana Mihajlović, que era vista como prooccidental, también fue despedida, y el BCSP afirmó que es relacionado con "algunas concesiones de la parte conservadora del SNS"; sin embargo, BCSP afirmó que el gobierno no abandonaría la "continuidad" en materia de política exterior. Bojan Klačar de CeSID señaló que "con la entrada de Tanja Miščević en el gobierno, es una señal de que las integraciones europeas podrían estar más enfocadas que antes". Brnabić afirmó que "el gobierno no sería pro occidental ni pro ruso, y preferiría luchar por sus intereses nacionales". El gabinete fue elegido y prestado juramento el 26 de octubre de 2022. El gobierno propuso el presupuesto para el año 2023 en noviembre de 2022 y la Asamblea Nacional lo aprobó el 9 de diciembre de 2022, con 156 votos a favor.

### 2023
Tras el tiroteo en la escuela de Belgrado, ocurrido el 3 de mayo, Ružić recibió críticas tras afirmar que "la influencia cancerosa y perniciosa de los videojuegos de Internet, los llamados valores occidentales, es evidente en el tiroteo". Los partidos de oposición pidieron su renuncia, incluido el Sindicato Independiente de Educadores de Serbia. Anunció su renuncia el 7 de mayo y fue destituido del cargo el 29 de mayo. Đorđe Milićević fue nombrado ministro interino de educación el 31 de mayo.

## Gabinete ministerial
El tercer gabinete de Ana Brnabić está integrado por 25 ministerios. Tiene la mayor cantidad de ministros de cualquier gobierno posterior a Milošević.

### Primera ministra de la República de Serbia
| Fotografía | Primer ministro | Período             | Período           | Partido | Partido |
| Fotografía | Primer ministro | Inicio              | Fin               | Partido | Partido |
| ---------- | --------------- | ------------------- | ----------------- | ------- | ------- |
|            | Ana Brnabić     | 29 de junio de 2017 | 2 de mayo de 2024 |         |         |

### Vice primeros ministros de la República de Serbia
| Fotografía | Titulares     | Período               | Período             | Partido | Partido |
| Fotografía | Titulares     | Inicio                | Fin                 | Partido | Partido |
| ---------- | ------------- | --------------------- | ------------------- | ------- | ------- |
|            | Ivica Dačić   | 26 de octubre de 2022 | Al próximo Gobierno |         |         |
|            | Maja Gojković | 28 de octubre de 2020 | 2 de mayo de 2024   |         |         |
|            | Miloš Vučević | 26 de octubre de 2022 | 2 de mayo de 2024   |         |         |
|            | Siniša Mali   | 26 de octubre de 2022 | Al próximo Gobierno |         |         |

### Ministerios
| Ministerio                                    | Fotografía | Titular                 | Período                 | Período                 | Partido | Partido |
| Ministerio                                    | Fotografía | Titular                 | Inicio                  | Fin                     | Partido | Partido |
| --------------------------------------------- | ---------- | ----------------------- | ----------------------- | ----------------------- | ------- | ------- |
| Administraciones Públicas y Autonomía Local   |            | Aleksandar Martinović   | 26 de octubre de 2022   | Al Próximo Gobierno     |         |         |
| Agricultura, Silvicultura y Economía del Agua |            | Jelena Tanasković       | 6 de junio de 2023      | 2 de mayo de 2024       |         | Ind.    |
| Bienestar Familiar y Demografía               |            | Darija Kisić Tepavčević | 26 de octubre de 2022   | 2 de mayo de 2024       |         |         |
| Bienestar Rural                               |            | Milan Krkobabić         | 28 de octubre de 2020   | Al Próximo Gobierno     |         |         |
| Ciencia, Desarrollo Tecnológico e Innovación  |            | Jelena Begović          | 26 de octubre de 2022   | Al Próximo Gobierno     |         | Ind.    |
| Comercio Interior y Exterior                  |            | Tomislav Momirović      | 26 de octubre de 2022   | Al Próximo Gobierno     |         |         |
| Construcción, Transporte e Infraestructura    |            | Goran Vesić             | 26 de octubre de 2022   | Al Próximo Gobierno     |         |         |
| Cultura                                       |            | Maja Gojković           | 28 de octubre de 2020   | 2 de mayo de 2024       |         |         |
| Defensa                                       |            | Miloš Vučević           | 26 de octubre de 2022   | 2 de mayo de 2024       |         |         |
| Deportes                                      |            | Zoran Gajić             | 26 de octubre de 2022   | Al próximo Gobierno     |         | Ind.    |
| Derechos Humanos, Minorías y Diálogo Social   |            | Tomislav Žigmanov       | 26 de octubre de 2022   | Al próximo Gobierno     |         | DSHV    |
| Economía                                      |            | Rade Basta              | 26 de octubre de 2022   | 22 de junio de 2023     |         | JS      |
| Economía                                      |            | Siniša Mali             | 22 de junio de 2023     | 6 de septiembre de 2023 |         |         |
| Economía                                      |            | Slobodan Cvetković      | 6 de septiembre de 2023 | 2 de mayo de 2024       |         |         |
| Educación                                     |            | Branko Ružić            | 28 de octubre de 2020   | 29 de mayo de 2023      |         |         |
| Educación                                     |            | Đorđe Milićević         | 29 de mayo de 2023      | 25 de julio de 2023     |         |         |
| Educación                                     |            | Slavica Đukić Dejanović | 25 de julio de 2023     | Al próximo Gobierno     |         |         |
| Finanzas                                      |            | Siniša Mali             | 29 de mayo de 2018      | Al próximo Gobierno     |         |         |
| Información y Telecomunicaciones              |            | Mihailo Jovanović       | 26 de octubre de 2022   | 2 de mayo de 2024       |         | Ind.    |
| Interior                                      |            | Bratislav Gašić         | 26 de octubre de 2022   | 2 de mayo de 2024       |         | Ind.    |
| Integración Europea                           |            | Tanja Miščević          | 26 de octubre de 2022   | Al próximo Gobierno     |         | Ind.    |
| Inversiones Públicas                          |            | Marko Blagojević        | 26 de octubre de 2022   | 2 de mayo de 2024       |         | Ind.    |
| Justicia                                      |            | Maja Popović            | 28 de octubre de 2020   | Al próximo Gobierno     |         | Ind.    |
| Minas y Energía                               |            | Dubravka Đedović        | 26 de octubre de 2022   | Al próximo Gobierno     |         | Ind.    |
| Protección Ambiental                          |            | Irena Vujović           | 28 de octubre de 2020   | Al próximo Gobierno     |         |         |
| Relaciones Exteriores                         |            | Ivica Dačić             | 26 de octubre de 2022   | 2 de mayo de 2024       |         |         |
| Salud                                         |            | Danica Grujičić         | 26 de octubre de 2022   | 2 de mayo de 2024       |         | Ind.    |
| Trabajo, Empleo, Veteranos y Política Social  |            | Nikola Selaković        | 26 de octubre de 2022   | 2 de mayo de 2024       |         |         |
| Turismo y Juventud                            |            | Husein Memić            | 26 de octubre de 2022   | Al próximo Gobierno     |         |         |